# Bóveda

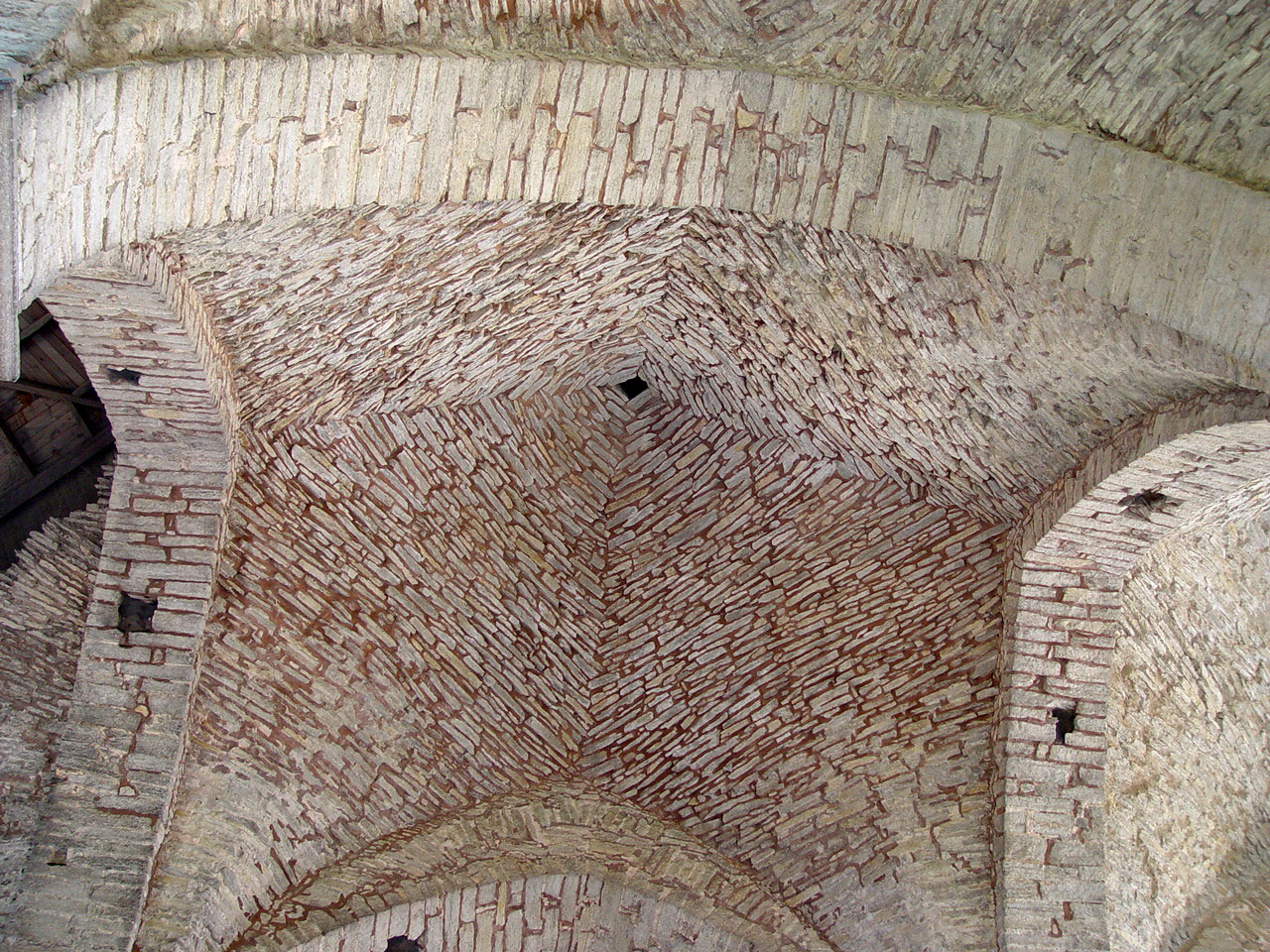
Antigua bóveda de crucería, construida con lajas de piedra en "seco", sin mortero. Ruinas de San Nicolás, Visby.

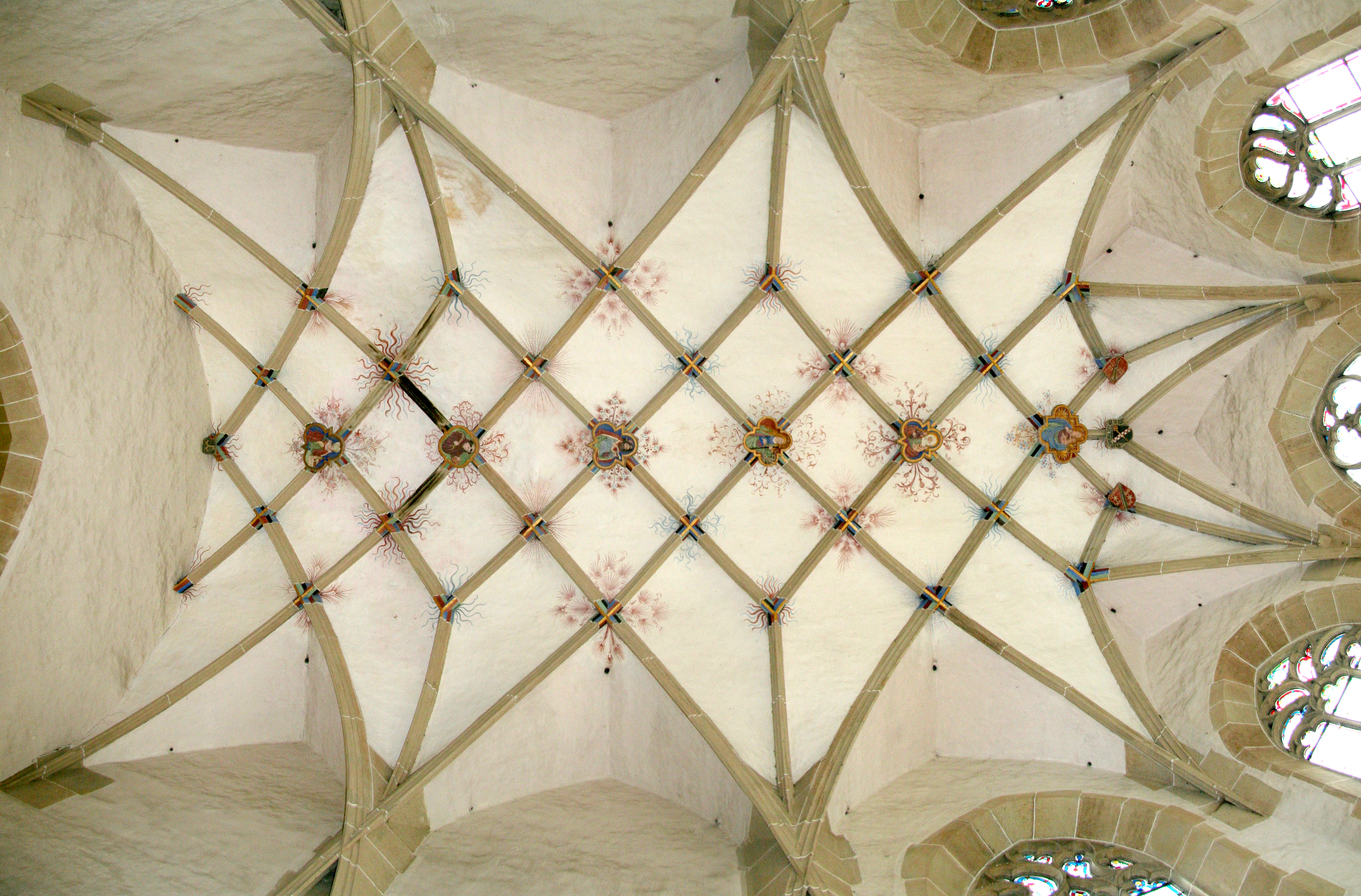
Bóveda gótica, de crucería. Lienzingen (Alemania).

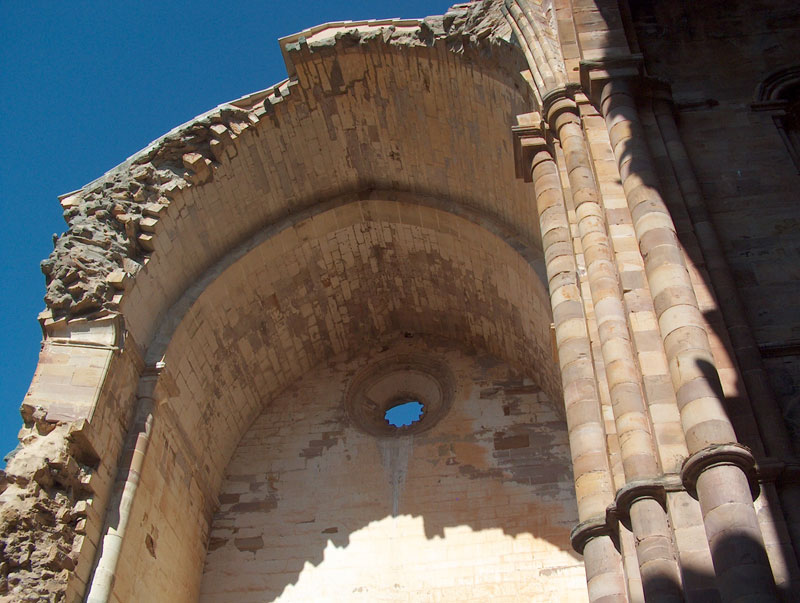
Bóveda del Monasterio de Moreruela.

Una bóveda, palabra que procede del latín volta, aunque más apropiadamente de la forma reconstruida volvita, es un elemento constructivo superficial, generalmente elaborado en mampostería o fábrica, en el que sus piezas y componentes trabajan a compresión. Las bóvedas poseen una forma geométrica generada por el movimiento de un arco generatriz a lo largo de un eje. Por regla general este elemento constructivo sirve para cubrir el espacio comprendido entre dos muros o una serie de pilares alineados. Su problemática constructiva consiste en averiguar el grosor, o resistencia de los muros adyacentes, con el objeto de que puedan soportar el empuje lateral de las bóvedas que soportan. En muchos casos su superficie posee nervios en los que se dirigen y concentran las líneas de empuje. A pesar de su uso extendido en la construcción, su funcionamiento no fue comprendido y explicado por la ciencia hasta bien entrados en el siglo XIX.
Se suele encontrar en algunas edificaciones como plazas porticadas, claustros, catedrales y también en galerías subterráneas, en las infraestructuras del metro, minería. En la actualidad, con el advenimiento de nuevos materiales, como el hormigón armado, la forma clásica y disposición de las bóvedas con sus elementos trabajando a compresión, ha dejado de realizarse tan habitualmente en construcción, permitiendo la construcción de superficies adinteladas (bóvedas planas).

## Características
La forma geométrica de la bóveda se genera mediante traslación en el espacio de arcos iguales, adecuadamente trabados, para obtener finalmente un elemento constructivo "superficial". Es decir que el arco es la generatriz de la bóveda. Las bóvedas son estructuras apropiadas para cubrir espacios arquitectónicos amplios mediante el empleo de piezas pequeñas. Su geometría puede ser de simple o doble curvatura, un ejemplo de geometría simple se encuentra entre las bóvedas de cañón, y en las de curvatura más compleja las de arista (cruce de dos bóvedas de cañón). En muchos casos la bóveda posee una planta entre cuadrada o rectangular.
Suele construirse con soportes en su interior en forma de arcos formeros y que se cubren con plementería. En edificaciones modernas el término bóveda se ha extendido, y por herencia del concepto de bóveda de fábrica, se aplica a estructuras construidas con cubiertas curvadas, en las que el espesor es muy pequeño comparado con el ancho y el largo, también denominadas cáscaras o cascarones. Mientras en las bóvedas de fábrica las piezas trabajan a compresión, en estas modernas estructuras el trabajo es fundamentalmente en flexión.

### Fábrica
Las bóvedas tradicionales se han construido con materiales de fábrica. Los materiales empleados tradicionalmente en su construcción ha sido la piedra y el ladrillo. Todos ellos son materiales que forman los elementos constructivos de una bóveda clásica, siendo muy adecuados a 'trabajar' en compresión. Estos materiales son adecuados igualmente para construir arcos. En el caso de las bóvedas de piedra, era necesario el conocimiento de los canteros en estereotomía, con el objetivo de poder tallar las piedras de los lienzos de plementería, así como los diversos elementos de los nervios. En la actualidad se emplea igualmente como material constructivo de bóvedas el acero, y el hormigón armado, etcétera. Las dovelas pueden ir aparejadas "a hueso", esto es, sin trabazón, aunque lo habitual es que se unan con un material aglomerante o mortero.
El empleo de bóvedas prefabricadas de ladrillo fue una constante en la construcción latinoamericana durante las décadas de los 60 y 70 del pasado siglo XX. En estas bóvedas concurrían dos ideas principales: de un lado, una de las grandes pasiones de esos años, la de la construcción prefabricada, idónea para garantizar procesos de producción ágiles y mecanizados; de otro, la de la construcción abovedada ligera con obra de fábrica, que, pese a ser, en lo esencial, un sistema de construcción tradicional, contaba con algunas ventajas que podían reivindicarse, desde la óptica de aquellos años, con causa: su bajo coste, su facilidad de producción y su moderado consumo energético.

### Teoría de las bóvedas
Tanto en las antiguas bóvedas como en las modernas la solicitación predominante en sus elementos es de compresión. Sus tensiones se asemejan a las de un arco, o un conjunto de arcos conformando una superficie. Las fuerzas de una bóveda se van transformando en un empuje horizontal que debe ser contrarrestado con el objeto de mantener la estructura en equilibrio. El elemento estructural suele ser un contrafuerte, o estribo. En algunas ocasiones se confía en más de un elemento de contrarresto. El problema a resolver cuando se emplean bóvedas es dimensionar correctamente los muros de contención de los permanentes empujes horizontales. Empujes que surgen desde la línea de unión entre la bóveda y el muro. Ésta es la razón por la que el diseño en planta de los edificios con grandes bóvedas era necesario considerar el contrarresto, por una o varias formas, de este empuje.
|                                                                    |
| Distribución de empuje que debe ser contrarrestado con un estribo. |

|                                                             |
| Vista cenital de la bóveda mostrando los empujes laterales. |

|                                                                                   |
| A veces se suele construir una 'pila' de bóvedas que se apoyan unas contra otras. |

En algunas ocasiones se emplea, por seguridad, el diseño de más de un sistema de contención. Cuando se descimbra la bóveda el empuje tiende a sacar afuera el arranque de la bóveda. Los arquitectos romanos empleaban gruesos muros de contención. En la teoría de bóvedas se muestra que un simple muro es insuficiente para soportar el empuje de las bóvedas. En la arquitectura gótica se emplearon arbotantes y botareles. Los soportes de las bóvedas contra los muros no deben ser muy robustos, el empuje lateral disminuye la carga de las bóvedas.

### Construcción
Desde sus inicios se ha practicado en su construcción el empleo de estructuras auxiliares de carácter provisional cuya función era la de soporte de las piezas que forma la superficie de la bóveda. Estas estructuras, denominadas cimbras, encarecían la construcción de bóvedas. Eran generalmente de madera y requerían de la participación de carpinteros altamente especializados. A veces la cimbra era de gran tamaño, al menos, tan grande como lo era la bóveda. Debido a este inconveniente, desde los inicios de la construcción de bóvedas, se ha intentado mejorar las técnicas constructivas con el objeto de evitar el uso de cimbras (en lo que se denomina construcción 'al aire'), o reduciendo su uso lo más posible. El coste de la cimbra puede alcanzar al coste del arco. La mayoría de las bóvedas clásicas se han elaborado con cimbras. Este uso se extendió hasta el románico, en el que se cubren las naves con bóvedas de crucería entre fuertes arcos fajones y con nervios de sección prismática.
Los romanos empleaban cimbras solo en los arcos torales. En este esfuerzo por minimizar los costes de las cimbras nacen las bóvedas tabicadas que emplean pocas muy pocas estructuras cimbradas (o cerchas) en su construcción. Los elementos sobre los que se soporta y asienta la bóveda, a modo de ménsula, se denomina pechina.

## Historia
Los micénicos (aproximadamente 1800-1050 a. C.) fueron conocidos por sus tumbas de tholos, también llamadas tumbas en forma de colmena, que fueron estructuras subterráneas de bóvedas cónicas. Este tipo de bóveda es una de las primeras evidencias de arquitectura de ladrillo curvado sin el uso de arcos de piedra, y su construcción representaba una técnica innovadora para cubrir espacios circulares.
Aunque las civilizaciones anteriores, como los etruscos, ya usaban bóvedas, los romanos llevaron estas estructuras a un nuevo nivel de sofisticación, especialmente en su usabilidad y escala.
En la historia de la arquitectura las bóvedas de fábrica, es decir elaboradas con ladrillo o piedra, tuvieron un papel preeminente en la edificación que han ido perdiendo protagonismo con la generalización de las técnicas y materiales de construcción modernos: primero el empleo del acero y posteriormente el hormigón armado. Posibilitando edificaciones adinteladas de grandes luces que soportan el trabajo en flexión, donde antes solo era posible construir superficies abovedadas que trabajen a compresión. No obstante, las bóvedas de hormigón armado son utilizadas profusamente en ingeniería civil para construir galerías, túneles, cubiertas de grandes luces y, en general, todas aquellas obras donde los elementos trabajan a flexión resultan desventajosas desde un punto de vista técnico y económico.[cita requerida]
La arquitectura romana empleaba cimbras que soportaban solo los arcos torales de labrillo entre las losetas. El resto de la bóveda se hacía de hormigón sin prensar. En la arquitectura gótica se redujo considerablemente el empleo de cimbras, debido a que solo se elaboraba para los nervios. La arquitectura romana fue evolucionando desde las bóvedas de cañón a las bóvedas de arista (intersección de dos bóvedas de cañón).
|                                                                       |
| Proceso constructivo de una bóveda romana mediante cimbras y fábrica. |

|                                                                                              |
| Proceso geométrico de diseño y dimensionado en la arquitectura gótica. (Bóveda de crucería). |

El empleo de bóvedas en algunas arquitecturas como la bizantina da lugar a disposiciones en planta como la denominada cruz griega. Al igual que los arcos, las bóvedas, no fueron comprendidos científicamente hasta mediados del siglo XIX. Algunos autores investigaron los mecanismos de colapso de bóvedas, siendo Wittmann en 1879 uno de los primeros en comprender el mecanismo en las bóvedas de crucería, Ya en pleno siglo XX uno de los estudios más mencionados es Heyman (1966). El arquitecto catalán Antoni Gaudí diseñaba las bóvedas con modelos realizados a escala.
Ya en pleno siglo XX la evolución construciva de las bóvedas da luz a nuevos conceptos, como las denominadas bóvedas de cáscara. Uno de ellos se debe al arquitecto español Félix Candela que se hace famoso por la construcción de bóvedas en forma de paraboloide hiperbólico. En las primeras décadas el ingeniero uruguayo Eladio Dieste diseña un método que él mismo denomina cerámica armada que consiste en construcciones abovedadas realizadas con ladrillo, armadura de acero y un empleo mínimo de hormigón.

## Tipos de bóvedas
Dependiendo de la forma del intradós de la bóveda existen diversas disposiciones o tipologías. Dependiendo de la generatriz del arco, por ejemplo las bóvedas de cañón se generan empleando como generatriz un arco de medio punto con forma cilíndrica. Si el arco empleado como generatriz es rebajado (es decir con un arco elíptico o similar) se denomina bóveda rebajada que llega hasta la bóveda plana. Si se emplea un arco apuntado similarmente se denomina bóveda apuntada. Un tipo de bóveda especial es la cúpula que se forma mediante rotación de un arco sobre un eje, formando una semiesfera. Existen algunos autores preocupados en la clasificación taxonómica de las bóvedas, en muchos tratados desde finales del siglo XIX se hacen frecuentes menciones al tema.

## Elementos de la bóveda
Las bóvedas se componen de diversas partes, cuya denominación tradicionalmente es:
- Apoyos: son las partes de los muros o pilares sobre los que descansa la bóveda.
- Puntos de arranque: son los de los arcos que componen la bóveda.
- Dovelas: son las piezas elementales que componen la bóveda.
- Clave: es la dovela central que cierra la bóveda.
- Salmeres: son las dovelas en las líneas de arranque de la bóveda.
- Nervios: son los arcos de dovelas independientes de los témpanos en las aristas.
- Luneto: es la abertura practicada en la bóveda de otra bóveda que penetra en ella.

## Dimensiones
En el diseño y construcción de bóvedas se refiere a menudo a las dimensiones características de las mismas, que tradicionalmente se han venido denominando como:
- Luz: como la distancia libre entre los apoyos o arranques de la bóveda.
- Flecha: es la altura desde el arranque a la clave.
- Espesor: es la distancia entre el trasdós (exterior) y el intradós (interior) de la bóveda.

## Usos
En el empleo de bóvedas sobre un edificio clásico apenas suponen entre un diez a un quince por ciento del material constructivo empleado; el resto, se destina a edificación de muros y, sobre todo, a estribos que soporten el empuje de las bóvedas. La bóveda es poco apropiada para soportar cargas por encima de ella, es por esta razón por la que se emplea fundamentalmente en la cubricción de superficies. En el intradós de las bóvedas, debido a su gran superficie, suele realizarse obras de pintura, frescos, etc. La típica disposición en planta rectangular, convierte a las bóvedas en lugares adecuados para colocar pasillos y estructuras de crujía como son las naves (como pueden ser las naves industriales). Es muy empleada en las construcciones subterráneas de todo tipo, como elemento para cubrir las galerías subterráneas.